# Eurycope friesae
Eurycope friesae is een pissebed uit de familie Munnopsidae. De wetenschappelijke naam van de soort is voor het eerst geldig gepubliceerd in 1983 door Wilson.